# Garh
Garh (també Gad) fou un petit estat tributari de l'agència de Rewa Kantha, al Gujarat, presidència de Bombai. Formava part del grup Sankhera Mehwas. Estava limitat al nord i est per Chhota Udaipur, al sud pel riu Narbada que el separava del districte de Khandesh, i a l'oest pels estats de Palasni i Virpur.
Estava format per 103 pobles i era el més gran de Sankhera Mewas amb una superfície de 332 km². Els seus ingressos s'estimaven em 2000 lliures pagant un tribut de 47 lliures a Chhota Udaipur. La població ere en gran majoria bhil.
El sobirà era un rajput chauhan i era una branca de la nissaga de Chhota Udaipur.